# Edgar Faure
Edgar Faure (Besiers, 1908 - París, 1988) fou un polític francès, historiador i escriptor.

## Biografia
Va néixer a Béziers (Hérault) el 18 d'agost de 1908, i va morir a Paris el 30 de març de 1988 (enterrat al cementiri de Passy).
El seu pare era metge militar i la seva mare procedia d'una família de metges. Degut a la mobilitat professional del seu pare va estudiar en diferents llocs, a les escoles de Verdun i Narbona i els instituts de Sailly i Paris. Va estudiar rus a l'Escola d'Idiomes Orientals i amb només 21 anys ja era advocat (el més jove de França).
L'any 1931 amb 23 anys, es va casar amb Lucie Meyer, escriptora (va ser fundadora amb Raymond Aron de la revista La Nef) amb la que va tenir dos fills. En aquesta època va escriure diverses novel·les policíaques amb els pseudònims Edgar Sanday i Ed Faure. També va compondre algunes peces musicals que ell mateix interpretava al piano.
L'any 1979 entrà a l'Acadèmia Francesa
Professor de Dret a la Facultat de Dijon (1962)

## Carrera política
Va tenir una carrera política particularment intensa. D'ideologia esquerrana, inicialment del Partit Radical-Socialista, i més tard amb posicions properes al gaullisme. Davant d'algunes crítiques pels seus canvis ideològics Faure va dir: "no és pas el penell el que gira, és el vent que canvia". Va començar la seva activitat política a Alger l'any 1944, i l'any següent va substituir al procurador general francès al Tribunal militar internacional de Nuremberg.
Al llarg de la seva carrera, ocupà diferents carteres ministerials (Pressupost, Justícia, Finances en quatre governs, Assumptes Exteriors, Agricultura, Assumptes Socials i Educació), tant a la IVª com a la V República. De 1973 a 1978 president de l'Assemblea Nacional, President del Consell de Ministres (1955-56), i alcalde de Port-Lesnay de 1947 a 1979 i l'any 1983, i de Pontarlier de 1971 a 1978.
Senador (membre del Grup de l'esquerra Democràtica) per Doubs des de 1980 fins a la seva mort.

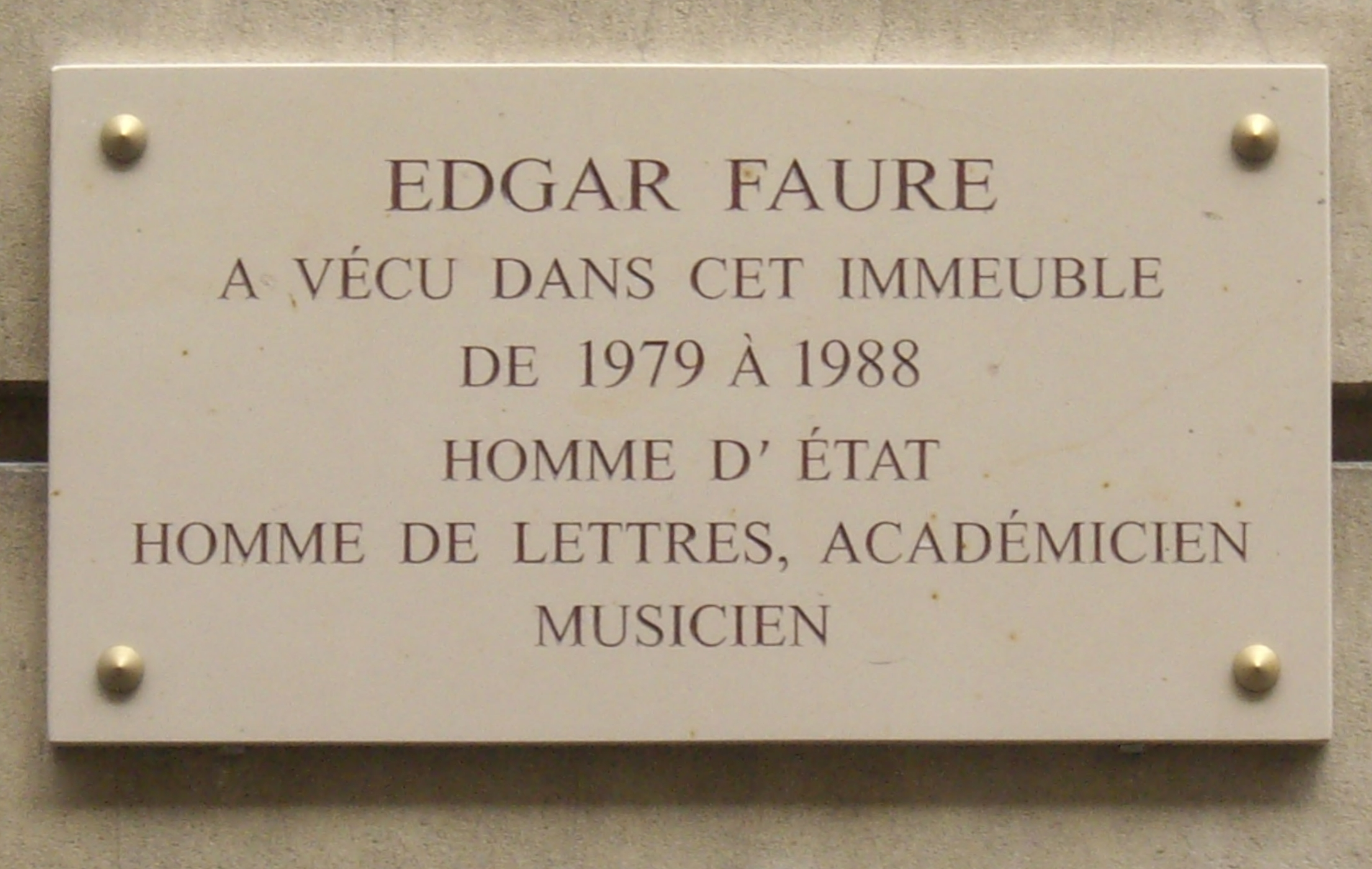
Plaque Edgar Faure,134 rue de Grenelle, Paris

Diputat al Parlament Europeu 1979 i 1984 per UDF.

## Obres
1. "Le Serpent et la Tortue". Les problemes de la Chine Populaire. Paris. Juillard 1957
2. L'education nationale et la participation. Ed.Plon. 1968
3. Le disgrâce de Turgot, 12 mais 1976. Paris: Ed. Plon 1982
4. Ce que je crois. Paris: B. Grasset 1971
5. Appendre à être. Paris: Fayard-Unesco 1972. Hi ha una traducció al castellà: Aprender a ser. Alianza Editorial 1996
6. Le banqueroute de Law, 17 juillet 1720. Paris: Gallimard 1977
7. Memories i Memoires 2. Paris Ed. Plon, anys 1982 i 1984
8. Le messanger d'arc-en-ciel. Obra de ficció. 1987